# Simon I van Kartli
Simon I (Georgisch:სიმონ I) (1537-1612), uit het huis Bagrationi, was koning van het Georgisch koninkrijk Kartlië van 1556 tot 1569 en van 1578 tot 1599. Hij bracht het grootste deel van zijn regeerperiode in een onophoudelijke oorlog tegen het Perzische en Ottomaanse overheersing van Georgië.

## Eerste bewind en strijd tegen Perzië
In 1556 had hij als oudste zoon van koning Loearsab I van Kartli het bevel van zijn vaders leger in het Slag van Garisi tegen de Perzische invasie. Net voor deze strijd werd hij door Loearsab uitgeroepen als zijn mede-heerser en erfgenaam. Hoewel Loearsab dodelijk verwond werd, werd de strijd gewonnen door Simon, die al snel de troon besteeg na diens dood. Begin 1560 initieerde Simon I een reeks van gevechten om Tbilisi onder zijn bewind te krijgen, maar in april 1561 leed hij een nederlaag in de Slag bij Tschedidi. Zijn broer David die zich had aanmeld bij de sjah van Perzië, Tahmasp I, bekeerd tot de islam en kwam terug met een Perzische leger om de kroon op te eisen. Simon blokkeerde Tbilisi en won de veldslagen bij Digomi (1567) en Samadlo (1569), maar hij werd uiteindelijk verslagen en gevangengenomen bij Partzchisi in 1569. David die nu bekendstond als Daud Khan werd koning van Kartli en vazal van de Safaviden. Simon werd naar Perzië gestuurd waar hij weigerde zich te bekeren tot de islam en gevangengezet werd in het fort van Alamut voor negen jaar.

## Tweede bewind en strijd tegen de Ottomanen
Bij de instorting van de Safavidische en Ottomaanse vrede dreef de Turkse generaal Lala Mustafa Pasha de Perzen uit Georgië, hierdoor werd Simon vrijgelaten om te vechten tegen de Ottomanen en werd hij weer hersteld als koning van Kartli. Na een succesvolle guerrillaoorlog herstelde hij het grootste deel van Kartli tegen 1579. Hij proberde hierbij steun te vinden bij paus Clemens VIII, keizer Rudolf II en koning Filips II van Spanje maar zijn onderhandelingen waren tevergeefs. Na vele veldslagen werd hij gevangengenomen door de Turken en stierf in gevangenschap in de kasteel van Yedikule.

## Huwelijk en kinderen
In 1555 trouwde hij met Nestan-Darejan, dochter van Levan I van Kacheti zij kregen drie zonen en twee dochters:
- Giorgi X van Kartli
- Prins Luarsab
- Prins Vakhtang
- Een dochter die in 1582 zou trouwen met een Perzische prins Shahzad Sultan Hamza Mirza
- Prinses Elene, trouwde op 24 maart 1583 met Manuchar II Jakeli, Atabeg van Samtsche